# Родинал

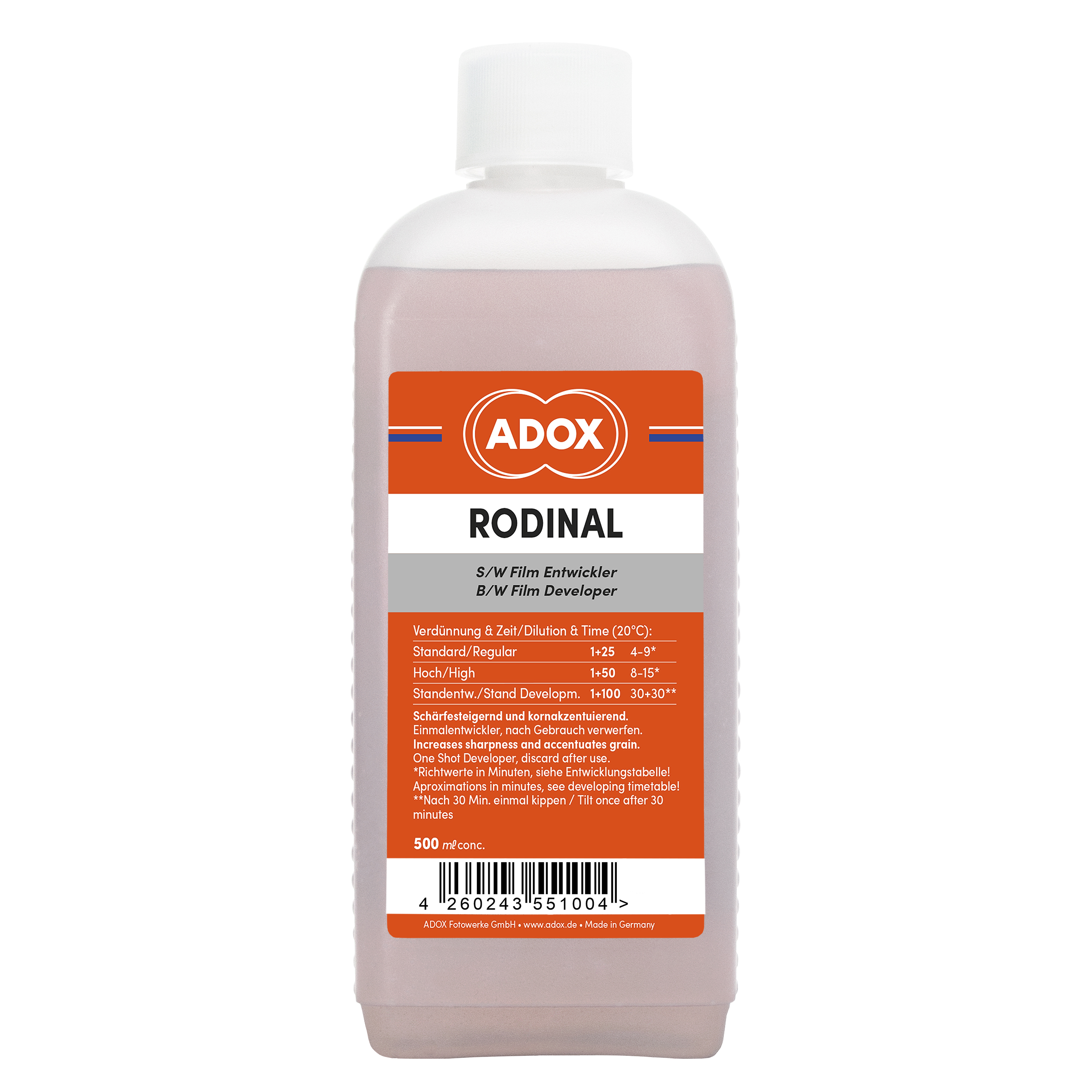
Концентрат «Родинала», выпущенный фирмой Adox

Родинал — торговое название фотографического проявителя с парааминофенолом, оригинальный рецепт которого разработан немецкой компанией Agfa. Первый продукт, выпущенный компанией, и один из старейших доступных до сегодняшнего дня фотографических продуктов. Запатентован 27 января 1891 года доктором Момме Андерсеном.

## Особенности
Оригинальный раствор представляет собой жидкий концентрат с большим сроком хранения. Непосредственно перед употреблением он разбавляется водой и вторично не используется. Даже неиспользованный рабочий раствор не допускается хранить дольше нескольких минут. Всё это делает проявитель удобным и практически исключает брак обработки из-за истощённого раствора. Пропорцией разбавления могут регулироваться основные характеристики проявителя, а при очень низких концентрациях одновременно с временем проявления возрастают резкостные свойства.
Родинал многие десятилетия производился заводом в городе Файинген-ан-дер-Энц, а в 2008 году после нескольких перепродаж вошёл в состав компании ADOX Fotowerke Bad Saarow. Одно время проявитель продавался под названием «Адонал», затем исходное название было восстановлено.
По истечении срока патента рецепт проявителя «Родинал» был скопирован многими производителями под другими названиями. 

## Основные свойства
- Малая вуалирующая способность
- Высокая сохранность концентрированного раствора (без доступа воздуха)
- Возможность широкого варьирования свойств проявителя разбавлением его до разных рабочих концентраций.
- Применимость как для негативного, так и для позитивного процесса в чёрно-белой фотографии.

## Состав
В разное время публиковались различные рецептуры и методики приготовления проявителя «Родинал». В отечественной литературе один из вариантов приводится В. П. Микулиным под названием «Парааминофеноловый проявитель Р-09».